# Girltrash: All Night Long
Pour plus de détails, voir Fiche technique et Distribution.
Girltrash: All Night Long est un film américain réalisé par Alexandra Kondracke, sorti en 2014.
Le film est la préquelle de la web-série Girltrash! sortie en 2007.

## Synopsis
C'est l'histoire de cinq filles lors d'une longue virée LGBT à Los Angeles.

## Fiche technique
- Titre : Girltrash: All Night Long
- Réalisation : Alexandra Kondracke (créditée comme Alex Martinez Kondracke)
- Scénario : Angela Robinson, Lisa Thrasher
- Production : Power Up Films
- Musique :
- Pays d'origine : États-Unis
- Langue d'origine : anglais américain
- Genre : Comédie dramatique
- Lieux de tournage : Los Angeles, Californie, États-Unis
- Durée : 86 minutes
- Date de sortie :
  - États-Unis : 1er février 2014
  - France : 30 novembre 2014 au Festival de films gays & lesbiens de Paris

## Distribution
- Lisa Rieffel : Daisy Robson
- Erin Kelly : Candace
- Michelle Lombardo : Tyler Murphy
- Johnny Dunn : Johnny
- Daniel Grody : Dan
- Gabrielle Christian : Colby Robson
- Mandy Musgrave : Misty Monroe
- Rebecca Creskoff : la responsable du casting
- Timothy Byrd : Tiny
- Theron Cook : Crisp
- Rose Rollins : Monique Shaniqua Jones
- Joanna Canton (de) : Mitch
- Kate French : Sid
- Mike O'Connell : Valentine
- Clementine Ford : Xan

## Distinction
- Festival international du film lesbien et féministe de Paris 2015 : prix du meilleur long métrage